# 長志珠絵
長 志珠絵（おさ しずえ、1962年10月 - ）は、日本の歴史学者。神戸大学国際文化学部研究科教授。専門は日本近代史（思想史・家族史）。

## 略歴
立命館大学文学部史学科日本史学専攻卒業。岡山大学大学院文学研究科史学専攻修了。
1991年立命館大学大学院文学研究科博士課程後期課程史学専攻日本史専修単位取得退学、姫路日ノ本短期大学講師、1994年立命館大学専任講師。
1997年「近代日本と「国語」ナショナリズム」で立命館大学博士（文学）。
1998年神戸市外国語大学外国語学部助教授を経て現職。

## 著書
- 『近代日本と国語ナショナリズム』（吉川弘文館） 1998
- 『占領期・占領空間と戦争の記憶』（有志舎、フロンティア現代史） 2013

### 共著
- 『現代家族論』（奥田隆男, 上久保達夫, 星宮智光共著、化学同人社） 1995
- 『大日本帝国の時代 明治時代から1945年』（大庭邦彦, 小林知子共著、小学館、Jr.日本の歴史6） 2011
- 『同性愛をめぐる歴史と法 - 尊厳としてのセクシュアリティ』（三成美保, 長志珠絵, 木村朗子, 田野大輔, 中里見博, 二宮周平ほか共著、三成美保編、明石書店） 2015　ISBN 978-4750342399

## 雑誌
- 「政治文化としての国旗・国歌」（『新しい歴史学のために』掲載） 2000
- 「臨界点としての漢字・漢学」（『日本史研究』2001年462号掲載） 2001
- 「印刷文化論・序説」（『外国語研究』2002年53号掲載） 2002

## 参考
- J-GLOBAL